# Steinschartenkopf
Steinschartenkopf – szczyt w Alpach Algawskich, części Alp Bawarskich. Leży w Austrii w Tyrolu, przy granicy z Niemcami. Szczyt można zdobyć ze schroniska Rappenseehütte (2091 m).